# Anatema
Anatema betecknar en bannlysnings- eller förbannelseformel (anathema esto, "förbannad vare han"), varefter ordet slutligen blev liktydigt med bannlysning, uteslutning ur kyrkan och församlingens gemenskap.

## Bakgrund
Av grekiska anathema (ἀνάθεμα), ursprungligen anatithenai, "uppställa"; uppställa som helgeskänk i ett tempel; utesluta, avlägsna, egentligen uppställande, helgande. Sedermera kom ordet att beteckna det helgade, tempelgåva; därefter allt det som, liksom ett försoningsoffer för att blidka Guds vrede, var vigt åt undergång och tillintetgörelse.